# 奇妙な果実
「奇妙な果実」（きみょうなかじつ、原題：Strange Fruit）は、ビリー・ホリデイのレパートリーとして有名な、アメリカの人種差別を告発する歌である。

## 歌詞
題名や歌詞の「奇妙な果実」とは、リンチにあって虐殺され、木に吊りさげられた黒人の死体のことである。歌詞は「南部の木には、変わった実がなる…」と歌い出し、木に吊るされた黒人の死体が腐敗して崩れていく情景を描写する。
「奇妙な果実」は、ニューヨーク市ブロンクス地区のユダヤ人教師エイベル・ミーアポルによって作詞・作曲された。1930年8月、彼は新聞で2人の黒人が吊るされて死んでいる場面の写真を見て衝撃を受け、これを題材として一編の詩「苦い果実 (Bitter Fruit）」を書き、「ルイス・アレン」のペンネームで共産党系の機関紙などに発表した。ミーアポルはアメリカ共産党党員であり、フランク・シナトラのヒット曲を生み出すなどした作詞・作曲家「ルイス・アレン」として活躍する一方で、ソ連のスパイで死刑になったローゼンバーグ夫妻の遺児を養子として引き取るなど、社会活動も行った。ミーアポルはのちにこの詩に曲をつけ、彼の妻が共産党や教職者組合の集会で歌うようになったことで徐々に知られていった。

## ビリー・ホリデイとの邂逅

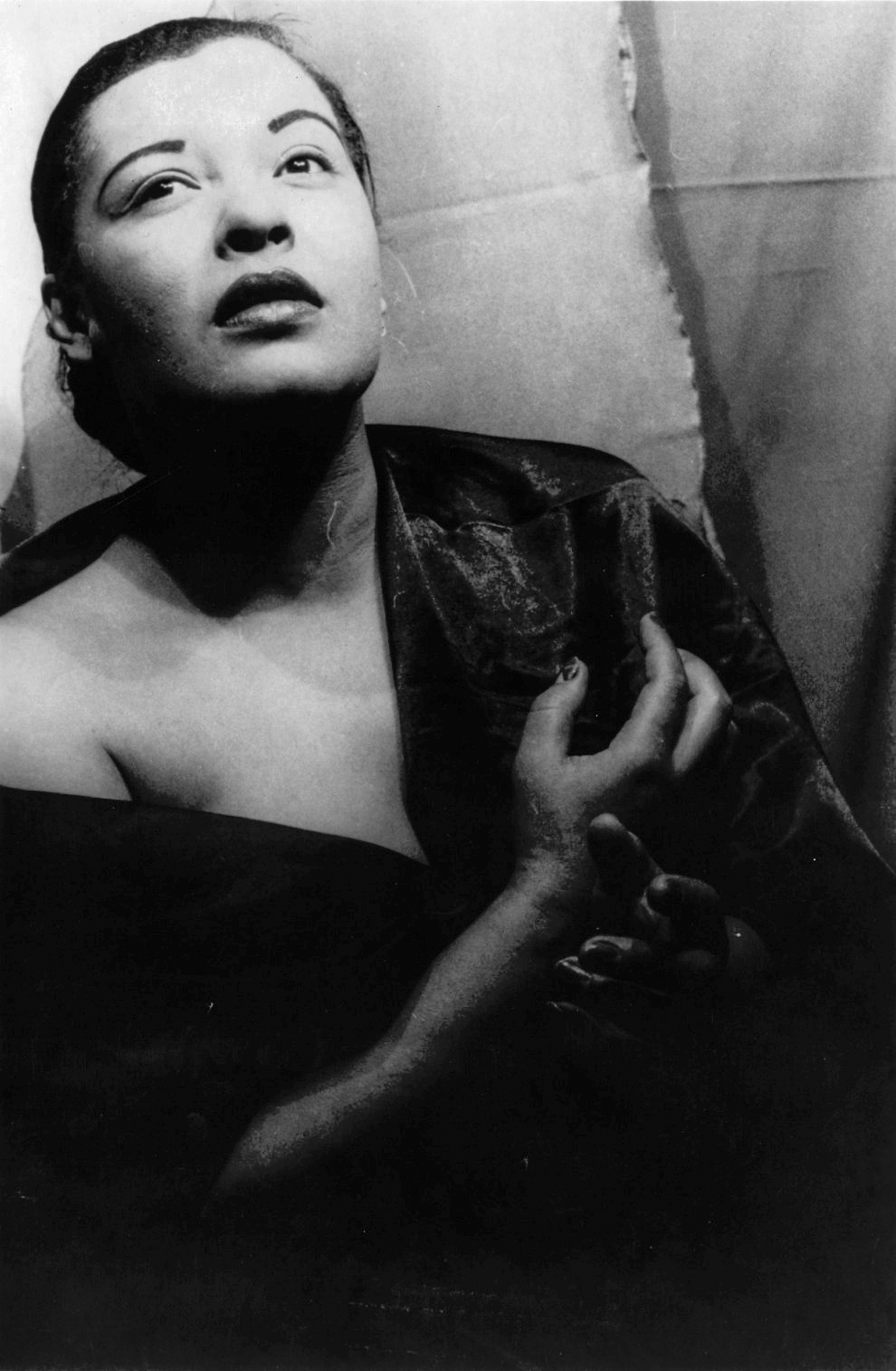
1949年のビリー・ホリデイ、カール・ヴァン・ヴェクテン撮影

やがてこの歌は、グリニッジ・ヴィレッジのナイトクラブ「カフェ・ソサエティ」の支配人バーニー・ジョセフソンの聞き知るところとなり、当時そのクラブで専属歌手として働いていたビリー・ホリデイに紹介されることとなる。あまりにも陰惨な詩なので、ビリーも最初に歌った時は失敗したと思ったという。歌い終わっても初めは拍手一つ無かったが、やがて一人の客が拍手をし始めると、突如として客席全体が割れんばかりの拍手に包まれた。クラブの支配人バーニー・ジョセフソンはすぐにこの歌のもつ力を認め、ビリーに対してステージは必ずこの曲で締めるよう説得した。彼女が歌い出すまさにその瞬間、ウェイターは仕事を一時中断し、クラブの照明はすべて落とされる。そして、ピンスポットライトが1本、ステージ上の彼女を照らし出す。イントロの間、彼女は祈りを捧げるように瞼を閉じて佇立するのである。
黒人の虐殺が日常茶飯事であったこの当時、それを告発する歌を黒人女性が歌うのはあまりにも危険なことであったが、ビリーは1939年からこの歌をレパートリーに加え、ステージの最後には必ずこの曲を歌うようにさえなる。この歌はやはり黒人であったために非業の死を遂げた父のこと（肺炎を患ったが病院へ入れてもらえなかった。しかもそこは南部の都市の中でもとりわけ差別の激しいダラスであった）を彼女に思い出させ、それ故にこそこの曲を歌い続けなければならないと彼女に決心させたと、ビリーは後に語っている。ビリーと「奇妙な果実」の名はますます広く知れ渡るようになり、ついには『タイム』誌の取材までやって来るようになり、ビリーは同誌に初めて写真が掲載された黒人となる。
ビリーは自伝の中で自分も作曲に関わったと主張しているが、実際には作詞者であるルイス・アレンが作曲も1人で行なったことが明らかになっている。ビリーはこの曲を録音したいと当時契約していたコロンビアに持ちかけるが、その内容ゆえに会社からは拒否されてしまう。しかしカフェの近所のレコード店の店主ミルト・ゲイブラーの運営するインディーズ・レーベル「コモドア」での録音を願い出たところ、コロンビアからOKが出たので「奇妙な果実」他3曲をレコーディングし、大ヒットを記録する（「コモドア」では1944年にもレコーディング・セッションを行なっている）。「奇妙な果実」は知識人層からの評価が高く、彼女の名声がこの曲によって確立されたことは疑いようがない。この曲の人気によって彼女はその特長を生かした曲、すなわち愛をテーマとしたスロー・バラードの数々を録音するようになった（「奇妙な果実」は明らかにラブ・ソングではないが）。

## 影響
1939年10月、『ニューヨーク・ポスト』紙のサミュエル・グラフトンは「奇妙な果実」について、「南部で虐げられる者の怒りが溢れかえるとき、そこで鳴る『ラ・マルセイエーズ』こそこの歌だ」と書いた。
この歌は後にダイアナ・ロス、ジョシュ・ホワイト、スティング、ロバート・ワイアット、UB40、トーリ・エイモス、ピート・シーガー、スージー・アンド・ザ・バンシーズ、カサンドラ・ウィルソン、ニーナ・シモン、ジェフ・バックリィ、コクトー・ツインズ、サウンズ・オブ・ブラックネス、トワイライト・シンガーズ、インディア・アリー、あるいはトリッキーによるリミックスなど、多くのミュージシャンがこの曲を演奏するようになった。
2002年に「奇妙な果実」はアメリカ議会図書館によって全米録音資料登録簿 (National Recording Registry) に加えられる50項目の1つとして選ばれた。
「ローリング・ストーンの選ぶオールタイム・グレイテスト・ソング500」（2021年版）では21位にランクされている。

## 著作権の現況
JASRACには0S2-2070-9 STRANGE FRUITとして登録。出典：PJ（サブ出版者作品届）。
出版者はEDWARD B MARKS MUSIC COMPANY。日本でのサブ出版はソニー・ミュージックパブリッシング A事業部である。作詞・作曲として登録されているのは前述の通りルイス・アレンのみである。

## 取り上げられた番組
日本
- 映像の世紀 バタフライエフェクト「奇妙な果実 怒りと悲しみのバトン」（2024年5月13日放送）[3]
- 映像の世紀 バタフライエフェクト「移動するアメリカ 夢と絶望の地図」（2025年8月11日放送）[4]

## 備考
- リリアン・スミスによる1944年の小説『奇妙な果実』は、この歌のビリー・ホリデイによるヴァージョンから影響を受けていると言われている。
- またクリストファー・ブラウン監督の同題の短編映画もここから着想を得ている。
- シアトルの文芸雑誌「the strange fruit」の題もこの歌に由来する。
- オスカー・ワイルドによる詩「The Ballad of Reading Gaol」（1898年）も絞首刑に処された男を果実に見立てている。
- CHARAのアルバムに『Strange Fruits』があるが、内容的には全く関連はない。